# Дент-Боганьи, Клара
Клара Дент-Боганьи (англ. нем. и венг. Clara Dent-Bogányi; род. 1973, Западный Берлин) — австрийская гобоистка и музыкальный педагог британского происхождения; солистка симфонического оркестра Берлинского радио, преподаватель Нюрнбергской высшей школы музыки, лауреат международных конкурсов.

## Биография
Клара Дент родилась в 1973 году в семье англо-немецкого гобоиста Саймона Дента. Музыкальное образование она получила в зальцбургской консерватории «Моцартеум» у Артура Дженсена, а затем в Мюнхенской высшей школе музыки у Гюнтера Пассина. Клара Дент — лауреат нескольких международных конкурсов, включая конкурс ARD в Мюнхене (1996, III премия) и международный конкурс исполнителей в Женеве (1998, II премия) и обладатель международный премии Культурной Ассоциации в Мюнхене.
С 1999 года Клара Дент — солистка группы гобоев симфонического оркестра Берлинского радио. В 2007 году она по приглашению Кента Нагано в течение года играла в составе оркестра Баварской государственной оперы. Как солистка Клара Дент-Боганьи выступала с такими оркестрами как симфонический оркестр Баварского радио, симфонический оркестр Берлинского радио, Польский камерный филармонический оркестр, Вюртембергский и Штутгартский камерные оркестры и др. Она является одной из основательниц и участницей октета духовых инструментов «Da Ponte Oktett», преимущественно состоящего из музыкантов Мюнхенского симфонического оркестра.
С 2005 по 2008 года Клара Дент-Боганьи преподавала гобой в мюнхенской консерватории имени Рихарда Штрауса, потом продолжила педагогическую деятельность в центре Леопольда Моцарта в Аугсбурге. В 2009 году она стала профессором Нюрнбергской высшей школы музыки. Клара Дент-Боганьи даёт также мастер-классы в различных странах Европы и Азии, а также участвует в жюри национальных и международных конкурсов. Муж Клары Дент-Боганьи — венгерский фаготист Бенце Боганьи.